# Colobostema strobli
Colobostema strobli är en tvåvingeart som först beskrevs av Oswald Duda 1928.  Colobostema strobli ingår i släktet Colobostema och familjen dyngmyggor.
Artens utbredningsområde är Spanien. Inga underarter finns listade i Catalogue of Life.